# Ueli Prager
Ueli Prager (* 15. August 1916 in Wiesbaden; † 15. Oktober 2011 in Mettmenstetten; heimatberechtigt in Zürich) war ein Schweizer Unternehmer und Gründer von Mövenpick.

## Leben
Der Hotelierssohn Prager, geboren 1916 in Wiesbaden, besuchte von 1929 bis 1936 die Kantonsschule Trogen. Danach begann er ein Studium an der Universität Zürich, das er nicht abschloss. Von 1940 bis 1944 war er Angestellter der Schweizerischen Hoteltreuhandgesellschaft. 1948 eröffnete Prager das erste Mövenpick-Restaurant dank der Fürsprache von Ernst Göhner im Geschäftshaus Claridenhof in Zürich. Nach und nach wurden unter seiner Leitung mehrere Filialen gegründet. 
Mövenpick entwickelte sich zu einem grossen Konzern, 1962 wurde die Fastfood-Restaurantkette Silberkugel nach US-amerikanischem Vorbild eröffnet. Die ersten beiden Mövenpick-Hotels entstanden 1972. 1970 entstanden unter dem Namen Caves Mövenpick die ersten Weinkeller in der Schweiz und Deutschland, 1972 wurde die Produktion von Speiseeis aufgenommen. Ende der 1980er trat Prager als Direktionspräsident zurück. Das Geschäft überliess er zunächst seiner Frau. 1992 verkaufte Prager, der sich als Unternehmer durch seinen guten Geschäftssinn und seine Risikofreudigkeit auszeichnete, die Mövenpick-Aktienmehrheit an den deutschen Investor August von Finck junior.
Nach dem Verkauf von Mövenpick verlegte Prager seinen Wohnsitz nach Maidenhead in der Nähe von London. Weiterhin weilte er oft in der Schweiz in seinem Schloss Crap da Sass in der Ebene von Silvaplana im Engadin. Prager war dreimal verheiratet und hatte sechs Kinder. Er starb im Alter von 95 Jahren.